# Le Lit (film, 1972)
Pour les articles homonymes, voir Le Lit (homonymie).
Pour plus de détails, voir Fiche technique et Distribution.
Le Lit (Το κρεβάτι (To Krévati)) est un film grec réalisé par Takis Papayannidis et sorti en 1972.
Le film est lu comme un parallèle entre l'occupation allemande et le régime des colonels. Le hurlement silencieux de l'enfant est pour les critiques comme une dénonciation de l'horreur du monde étouffant des adultes.

## Synopsis
Un petit garçon récupère le lit de son voisin et ami, enfant juif déporté. Le film se termine sur son hurlement silencieux.

## Fiche technique
- Titre : Le Lit
- Titre original : Το κρεβάτι (To Krévati)
- Réalisation : Takis Papayannidis
- Scénario : Takis Papayannidis
- Direction artistique :
- Décors :
- Costumes :
- Photographie : Stavros Kassapis
- Son :
- Montage :
- Musique :
- Production :  Synchronos kinimatografos (revue de cinéma) et Takis Papayannidis
- Budget : 47 000 drachmes[2]
- Pays d'origine :  Grèce
- Langue : grec
- Format :  Noir et blanc - 35 mm
- Genre : Court métrage dramatique
- Durée : 12 minutes
- Dates de sortie : 1972

## Distribution
- V. Diamantidis
- K. Lekkas
- Dina Konstas
- Michalis Grigoriou